# قانون السياسة البيئية الوطنية
قانون السياسة البيئية الوطنية (إن إي بي إيه)، وهو قانون بيئي للولايات المتحدة يشجع على تحسين البيئة، أنشأ مجلس الرئيس المعني بالجودة البيئية (سي إي كيو). صدر القانون في 1 يناير من عام 1970. سنت حتى الآن أكثر من مئة دولةٍ حول العالم سياسات بيئية وطنية على غرار قانون السياسة البيئية الوطنية.

وُجهت الوكالات الفيدرالية نحو مهمة تحسين البيئة قبل صدور قانون السياسة البيئية الوطنية. يُعد تحديد مسارات الطرق السريعة بطريقة «أقصر طريق بين نقطتين» أحد الأمثلة على هذا التوجيه. كان قانون السياسة البيئية الوطنية ضروريًا لمطالبة الوكالات الفيدرالية بتقييم الآثار البيئية لإجراءاتها. كانت النتيجة الأكثر أهمية لقانون السياسة البيئية الوطنية هي اشتراط قيام جميع الوكالات الفيدرالية التنفيذية بإعداد تقييمات الأثر البيئي (إي إيه إس) وبيانات الأثر البيئي (إي آي إس). توضح هذه التقارير الآثار البيئية المحتمل حدوثها نتيجة إجراءات الوكالة الفيدرالية المقترحة. علاوة على ذلك، يعترف الكونغرس الأمريكي بأن كل الأشخاص مسؤولين عن الحفاظ على البيئة وتعزيزها بصفتهم أوصياء للأجيال المقبلة. لا تنطبق المتطلبات الإجرائية لقانون السياسة البيئية الوطنية على الرئيس أو الكونغرس أو المحاكم الفيدرالية لأنها ليست «وكالة اتحادية» بحكم تعريفها. ومع ذلك، قد يكون إجراء الوكالة الفيدرالية التي تتخذه بموجب السلطة التي أمر بها الرئيس، إجراءً نهائيًا لها يخضع للمتطلبات الإجرائية لقانون السياسة البيئية الوطنية. تصف محكمة مقاطعة الولايات المتحدة الحاجة حتى إلى الرئيس للحصول على معلومات تحليل قانون السياسة البيئية الوطنية قبل اتخاذ القرار على النحو التالي:
«لا تمتلك أي وكالة سلطة تقديرية فيما إذا كانت ستلتزم بالمتطلبات الإجرائية مثل قانون السياسة البيئية الوطنية. يجب أن تكون المعلومات ذات الصلة التي يوفرها تحليل ذلك القانون متاحة للجمهور والأشخاص الذين يلعبون دورًا في عملية صنع القرار. وتشمل هذه العملية الرئيس». وأضاف «ولم يفوض الكونغرس للرئيس قرار بشأن مسار أي خط أنابيب». 

## نبذة تاريخية
نما قانون السياسة البيئية الوطنية نتيجة زيادة التقدير العام والاهتمام بالبيئة التي تطورت خلال ستينيات القرن العشرين، وسط التصنيع المتزايد والنمو الحضري والضواحي والتلوث في جميع أنحاء الولايات المتحدة. في ذلك الوقت، أدت جهود مجموعة المصالح البيئية والوعي العام المتزايد الناتج عن كتاب راشيل كارسون لعام 1962 الربيع الصامت إلى دعم قانون البرية لعام 1964 والتشريعات اللاحقة (بما في ذلك قانون الهواء النظيف لعام 1970 وقانون المياه النظيفة لعام 1972). حدث غضب الرأي العام بمثابة رد فعل على التسرب النفطي الذي حصل في سانتا باربرا في أوائل عام 1969 تمامًا أثناء صياغة تشريع قانون السياسة البيئية الوطنية في الكونغرس. نُشرت في مقال في مجلة تايم قصة الحريق الذي نشب على نهر كاياهوغا بعد وقت قصير من التصويت بالإجماع في مجلس الشيوخ. كان المحرك الرئيسي الآخر لتشريع قانون السياسة البيئية الوطنية هو ثورات الطرق السريعة التي حدثت في ستينيات القرن العشرين، وهي عبارة عن سلسلة من الاحتجاجات في العديد من المدن الأمريكية التي حدثت استجابةً لتدمير العديد من المجتمعات والنظم البيئية أثناء بناء نظام الطرق السريعة بين الولايات.